# だ〜いすき!のりもののうた
『だ〜いすき!のりもののうた』は、日本クラウンから発売されている童謡のアルバム。2013年8月7日発売。

## 概要
子供向けの乗り物の歌を25曲収録したアルバム。

## 収録曲
- 1.新幹線でゴー!ゴ・ゴー!
  - 歌：神崎ゆう子
- 2.きしゃポッポ（きしゃきしゃポッポ）
  - 歌：森みゆき、高橋寛
- 3.くじらのバス
  - 歌：春口雅子
- 4.ちかてつ
  - 歌：大滝秀則
- 5.はたらくくるま1
  - 歌：神崎ゆう子
- 6.そらとぶなかま
  - 歌：たいらいさお、赤い靴ジュニアコーラス赤隊
- 7.バスにのって
  - 歌：坂田おさむ
- 8.ジューキーズこうじちゅう!
  - 歌：神崎ゆう子
- 9.きしゃ（いまはやまなか）
  - 歌：宮内良
- 10.ぼくはでんしゃ
  - 歌：春口雅子、宮内良
- 11.せんろはつづくよどこまでも
  - 歌：神崎ゆう子、速水けんたろう
- 12.ヤッホー!しんかんせん
  - 歌：日野しおん
- 13.クレヨンロケット
  - 歌：神崎ゆう子、速水けんたろう
- 14.お猿のかごや
  - 歌：竹沢敦子
- 15.おんまはみんな
  - 歌：春口雅子、高橋寛
- 16.そりすべり
  - 歌：神崎ゆう子
- 17.はたらくくるま2
  - 歌：岡崎昌幸
- 18.ドレミファ列車
  - 歌：神崎ゆう子、新井宗平
- 19.はしれちょうとっきゅう
  - 歌：森みゆき、赤い靴ジュニアコーラス赤隊
- 20.船が行く
  - 歌：池末Shin
- 21.ボロボロロケット
  - 歌：神崎ゆう子
- 22.きしゃポッポ（おやまのなかゆく）
  - 歌：しばたかの、宮内良
- 23.バスごっこ
  - 歌：神崎ゆう子、坂田おさむ
- 24.回転木馬
  - 歌：クラウン少女合唱団
- 25.ぼくらのロコモーション
  - 歌：春口雅子、宮内良